# 포장 디자인
포장 디자인(package design)은 소비자에게 상품을 알리고, 구매의욕을 증가시키며, 상품을 안전하게 보호하고 운반할 수 있는 입체 디자인이다.

## 기능
보호 보존성포장의 기본적인 기능으로 상품과 제품을 보호
편리성모든 상품은 운반과 적재가 용이하도록 구조가 간단
심미성제품의 용도에 맞는 적절한 아름다움을 표현
상품성상품이나 제품이 가지는 성격을 잘 표현(브랜드 아이덴티티의 부각)
구매의욕소비자들의 시선을 자극시켜 구매의욕을 높임
재활용성환경,환경보존을 위한 재사용, 절감, 재생 부분을 고려

## 매체
POP 포장 디자인구매시점에서 시선을 끌 수 있도록 색채와 형태, 재료 등을 고려
포장지 디자인사회의 공익 캠페인 등을 전달 포장지이다.
쇼핑팩 디자인걸어다니는 광고판이라고도 하며, 회사, 기업, 백화점 등의 특징을 살려 제작
라벨 디자인상품판매와 직접적인 관계를 가진 라벨, 상표, 태그 등의 디자인
박스 디자인제품의 보호와 적재,이송,구매욕구,브랜드에 기반

## 종류 및 재료
형태별내부 포장, 단위 포장, 외부 포장으로 구분할 수 있다.
기능별심미성과 구매의욕 위주의 상업 포장과 기능과 실용성 위주의 공업 포장으로 구분할 수 있다.
판지가장 일반적으로 사용되는 종이 재료를 주로 상자를 만드는데 사용으로 종이를 붙여서 두껍게 제작해 인쇄 방법으로 옵셋과 그라비어 인쇄할 수 있다.
골판지상품을 단위 포장할 때 주로 사용해, 판지와 판지 사이에 파형의 심지를 붙여 제조하여, 상품을 외부로부터 보호하고 충격을 완충할 수 있다.

## 같이 보기
- 제품 디자인
- 산업 디자인